# 長野県道157号豊昇茂沢中軽井沢停車場線

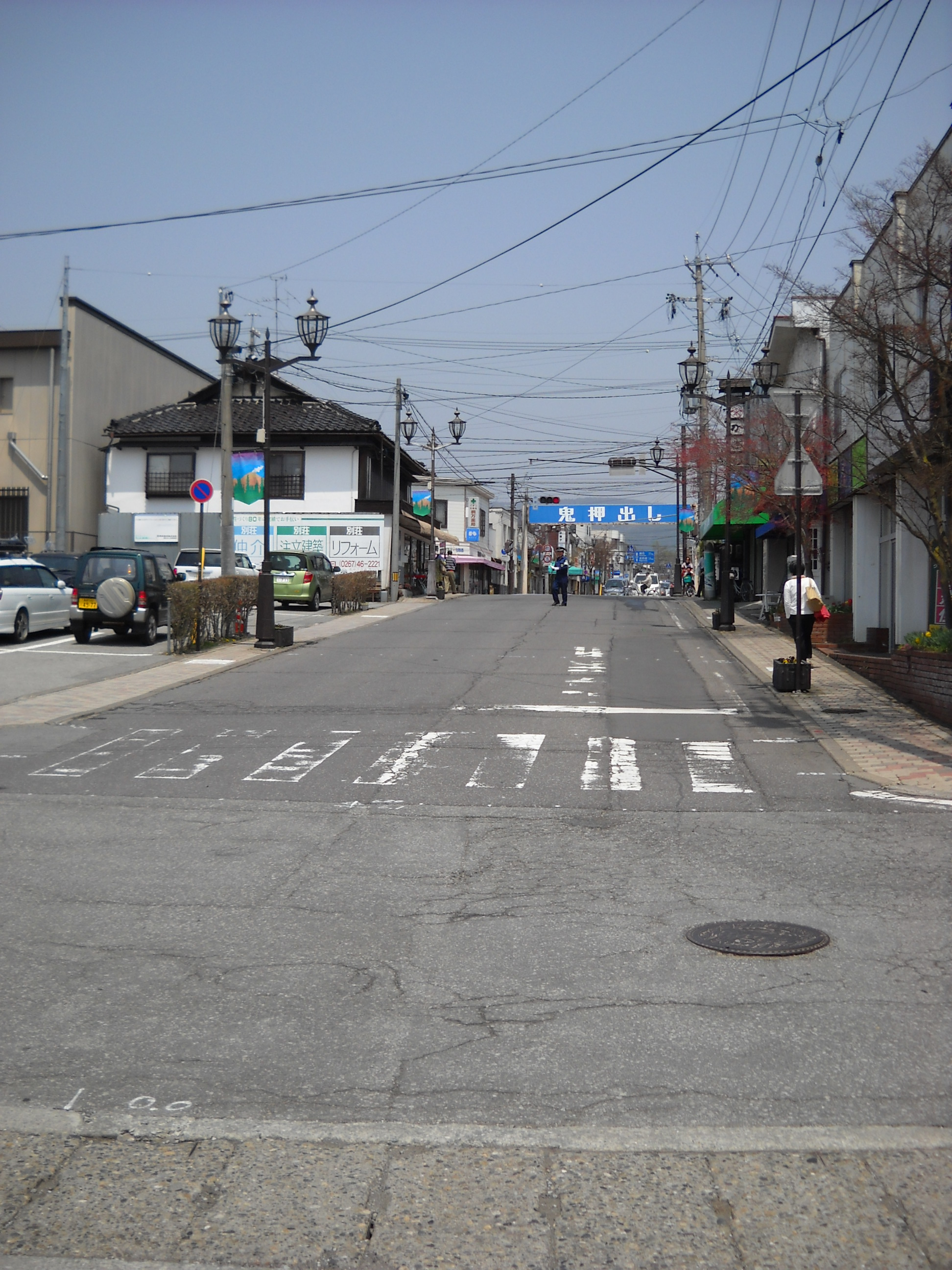
終点の様子

長野県道157号豊昇茂沢中軽井沢停車場線（ながのけんどう157ごう ほうしょうもざわなかかるいざわていしゃじょうせん）は、長野県北佐久郡御代田町豊昇と北佐久郡軽井沢町のしなの鉄道中軽井沢駅を結ぶ一般県道。

## 概要

### 路線データ
- 起点：北佐久郡御代田町豊昇（長野県道156号草越豊昇佐久線交点）
- 終点：北佐久郡軽井沢町長倉（しなの鉄道中軽井沢駅）

## 通過する自治体
- 北佐久郡
  - 御代田町
  - 軽井沢町

## 接続・交差する道路
- 長野県道156号草越豊昇佐久線（御代田町起点）
- 国道18号軽井沢バイパス（軽井沢町・鳥井原交差点）
- 国道18号旧道（軽井沢町・中部小学校入口交差点 - 中軽井沢交差点）※国道142号重複
- 国道146号（軽井沢町・中軽井沢交差点）

## 周辺
- オナーズヒル軽井沢
- 軽井沢町立軽井沢中部小学校
- 中軽井沢駅